# Сани

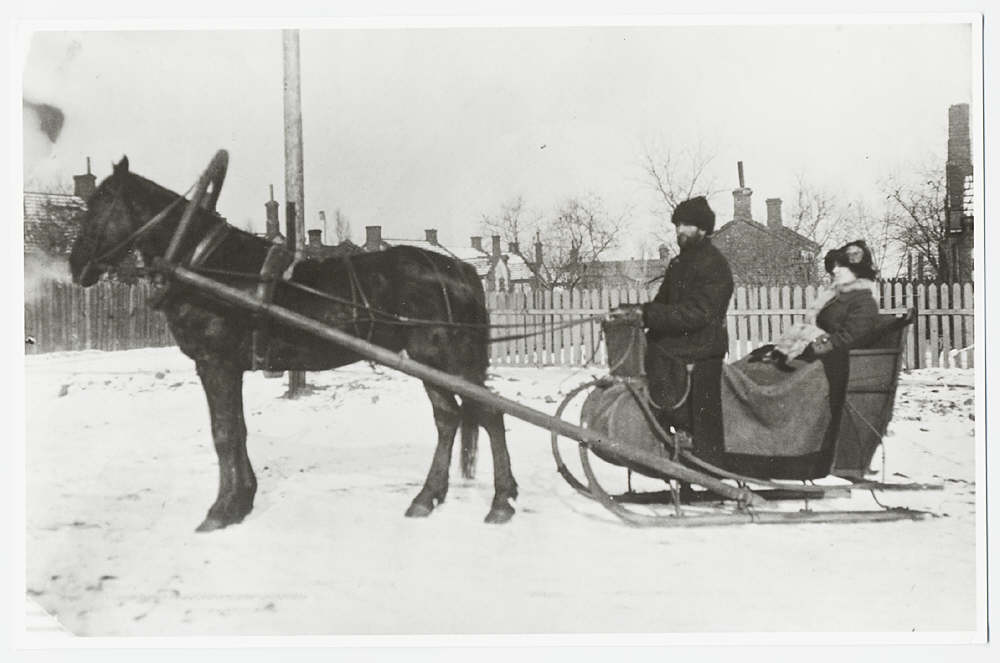
Сани візника в Юзівці, бл. 1914 р.

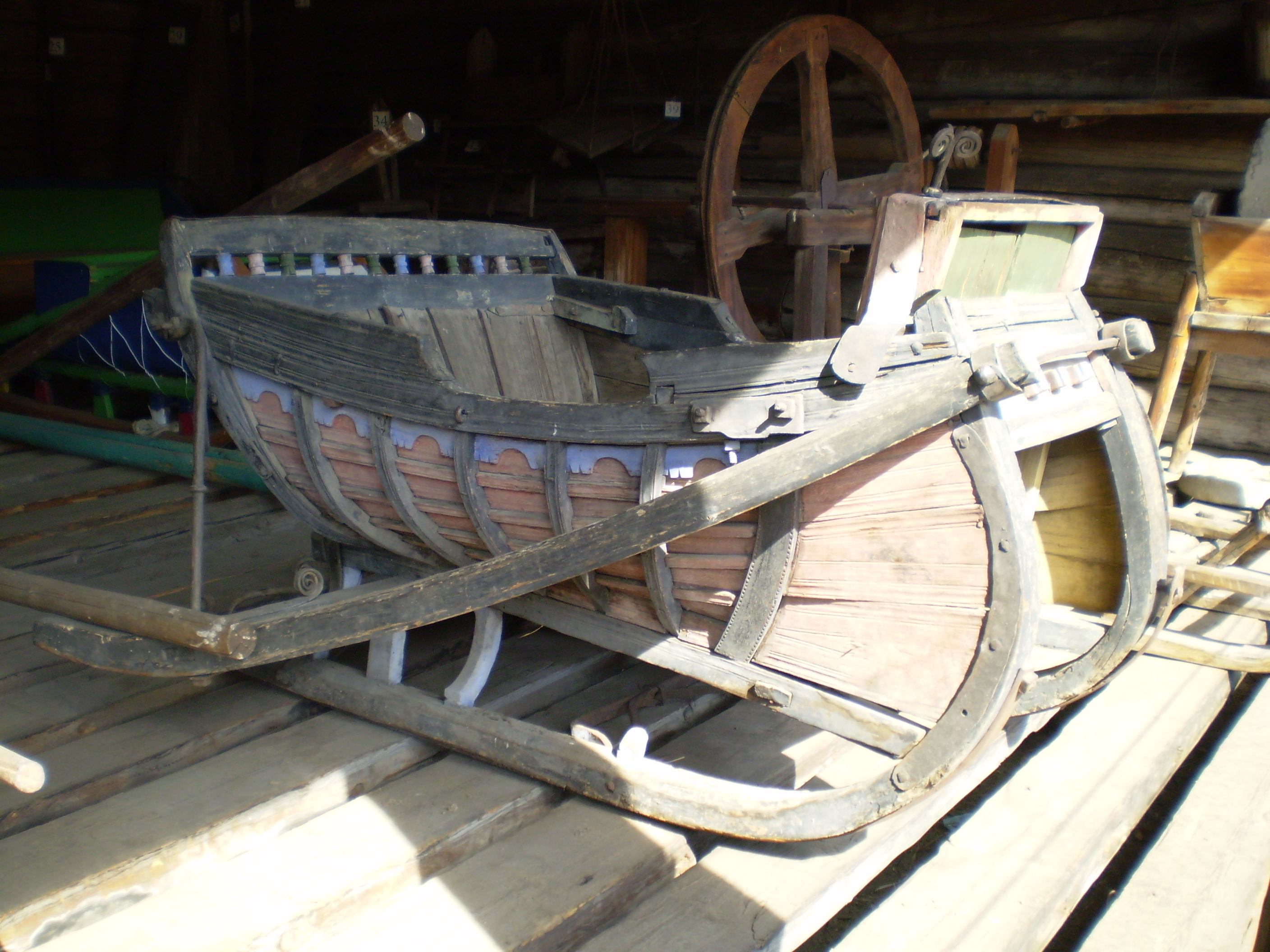
Сани

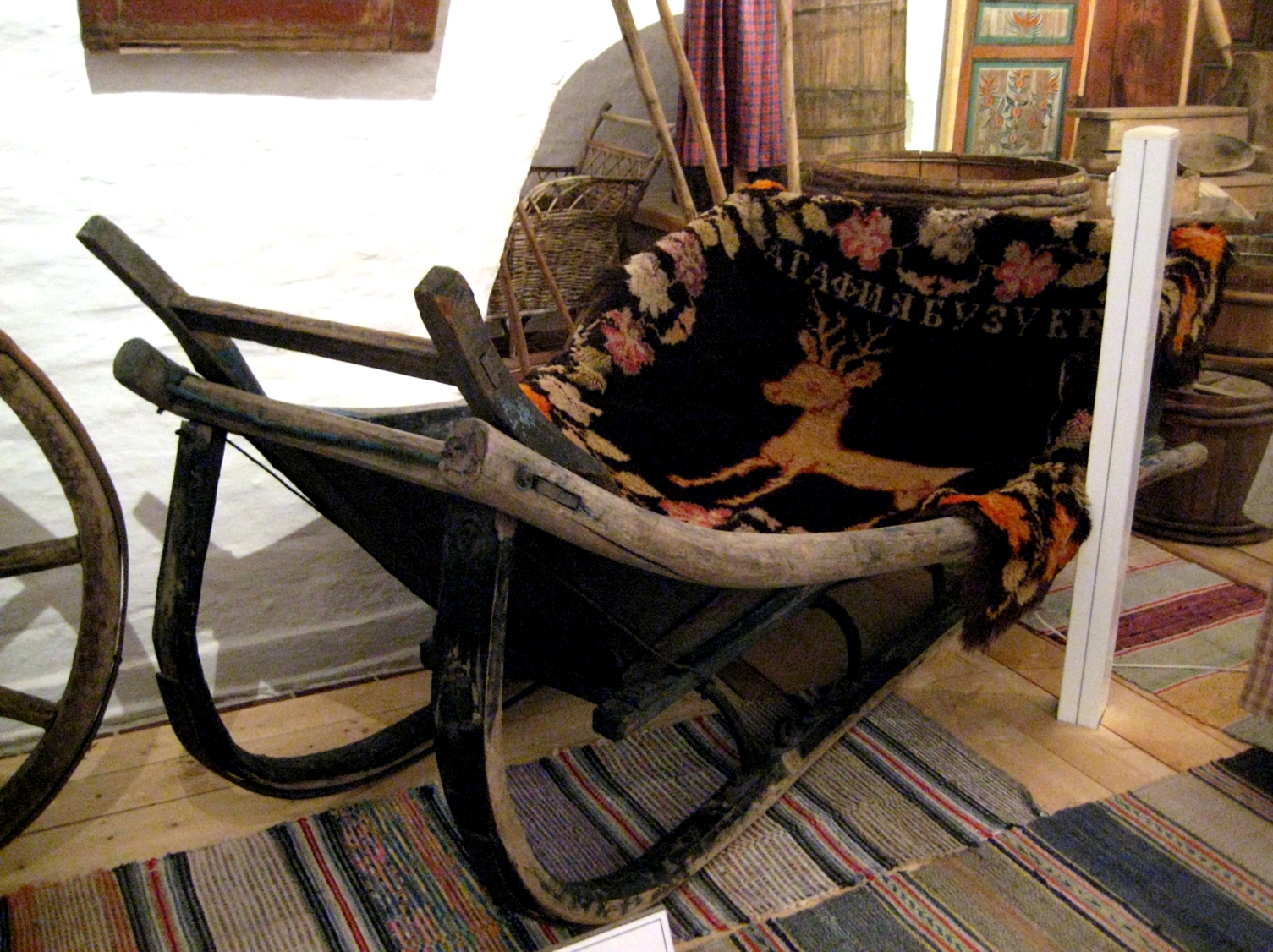
Російські сани з укривалом. Початок XX ст., Вологодська область

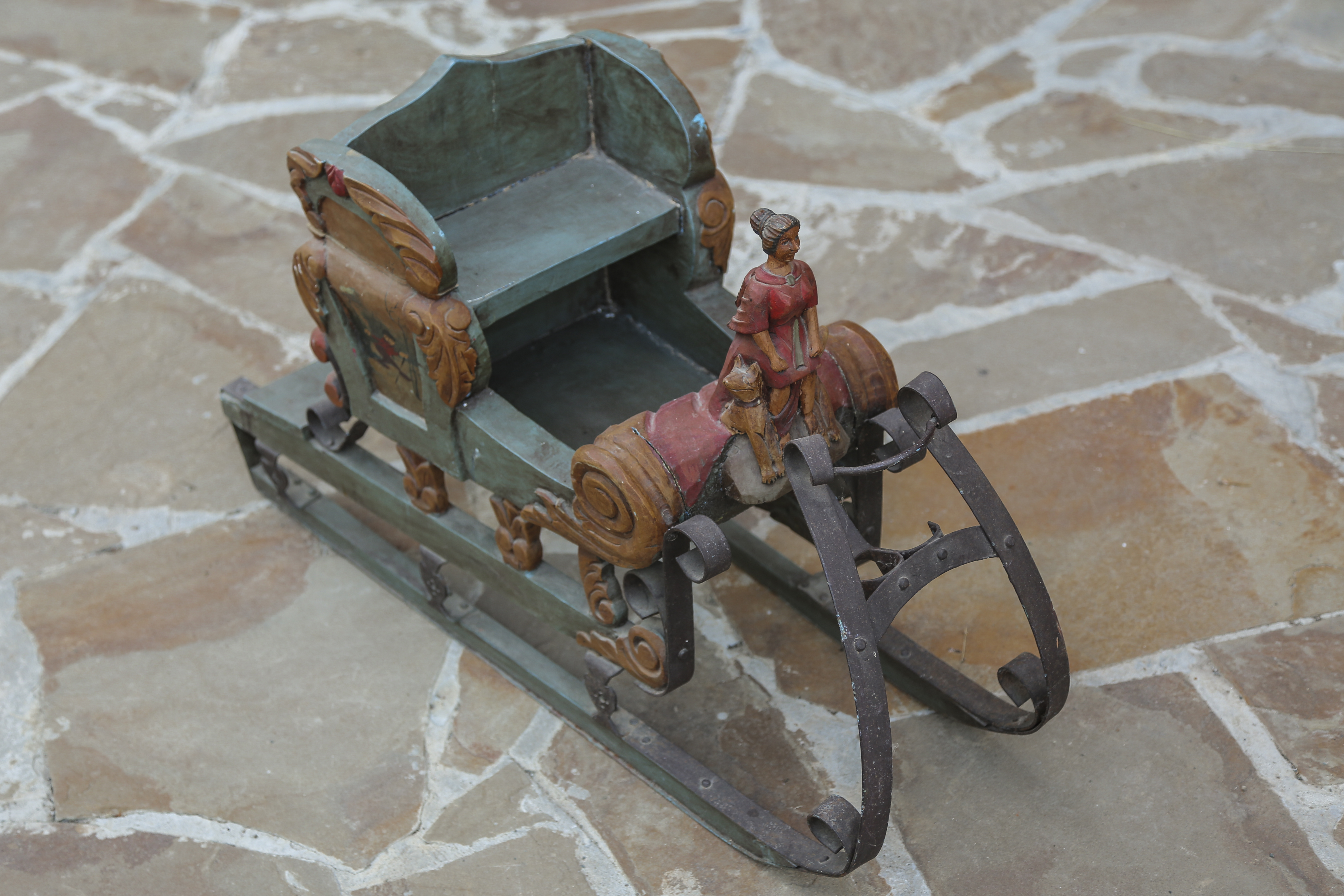
Дитячі санчата (XIX ст.). З експозиції історико-культурного комплексу «Замок Радомисль»

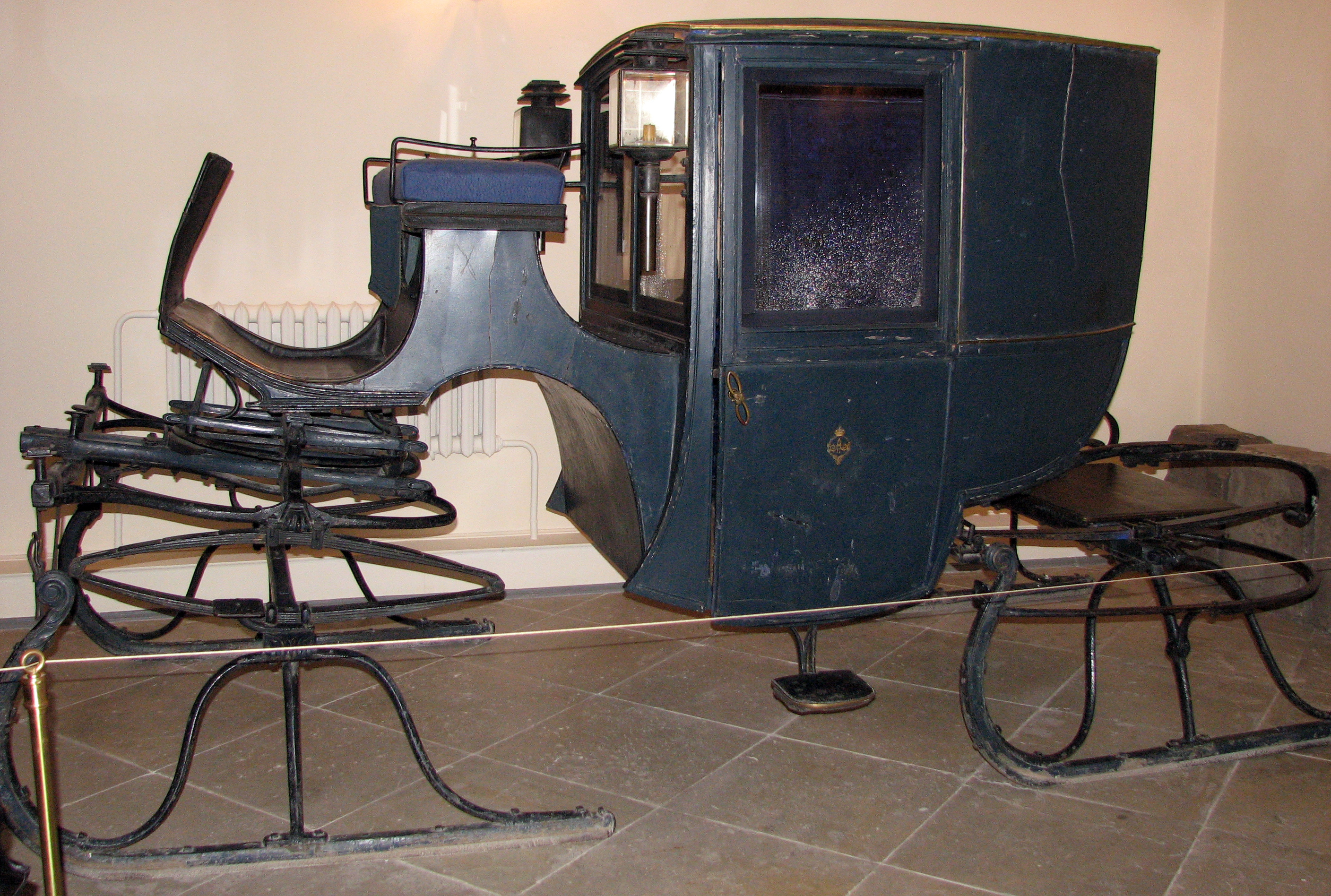
Карета-сани російського імператора Олександра II

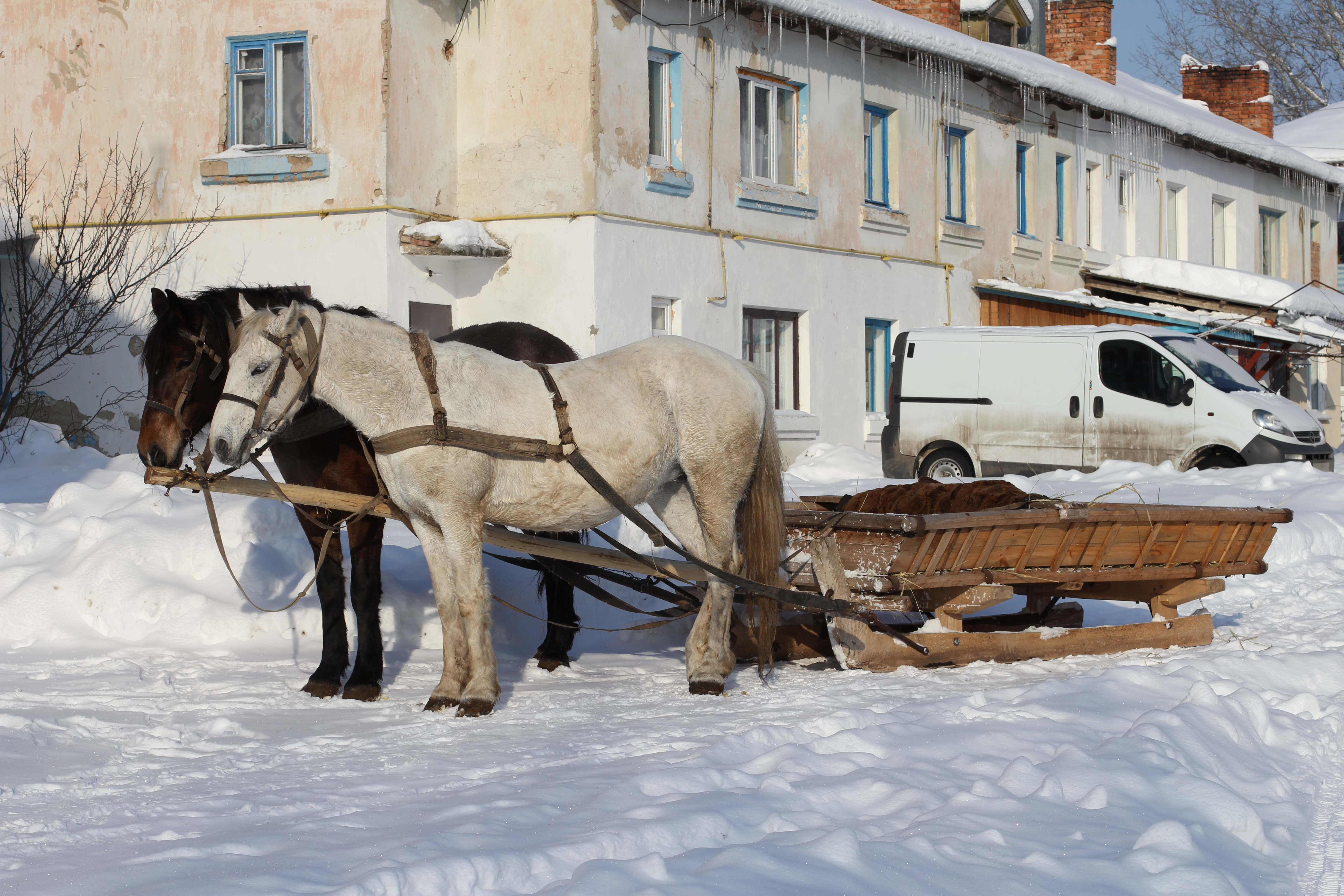
Сани запряжені кіньми, Вінницька область, 2012 р. Видно кінці опленів на копилах, загнуті кінці полозів з прикріпленими до них посторонками, дишло

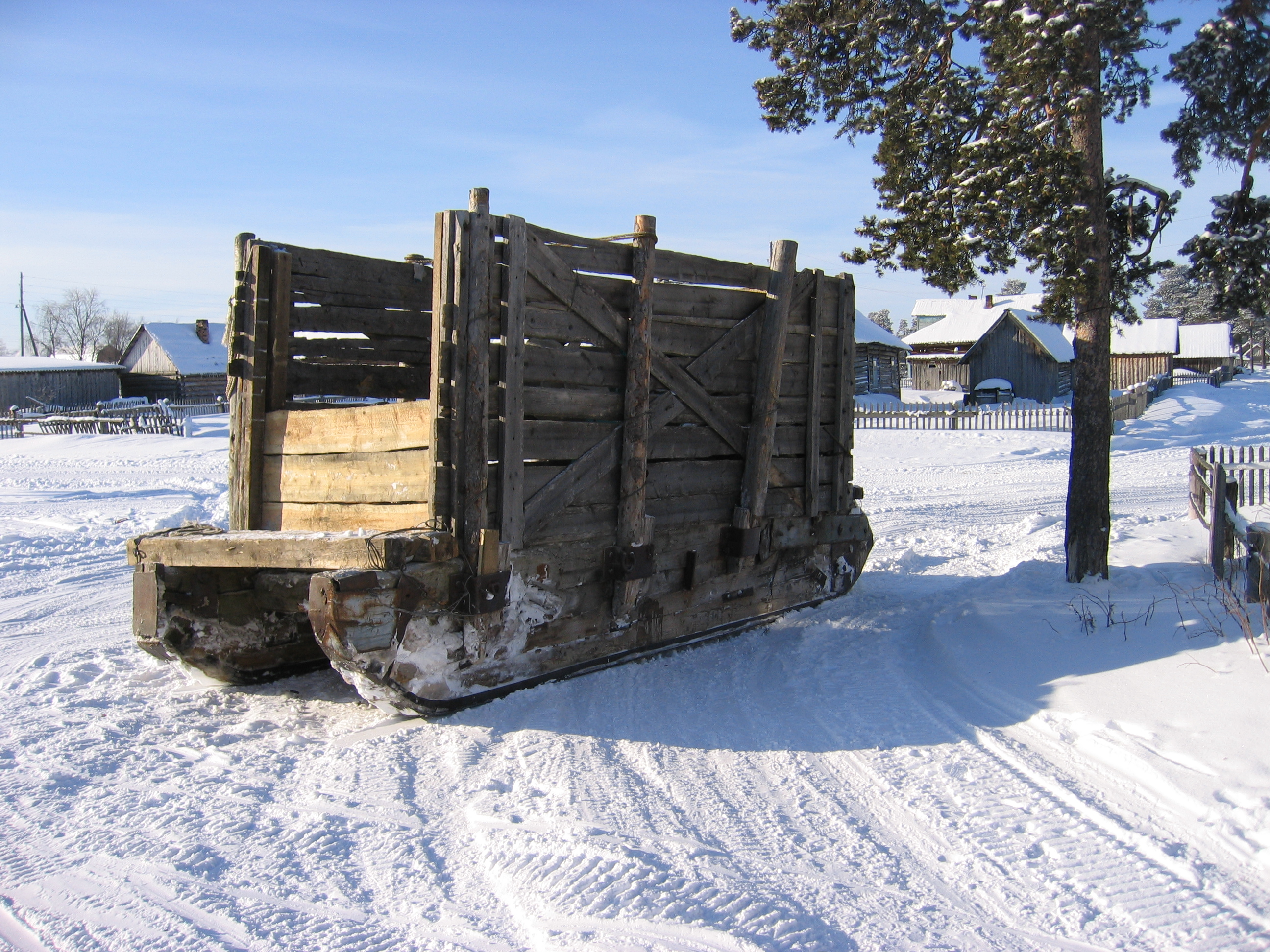
Тракторна волокуша

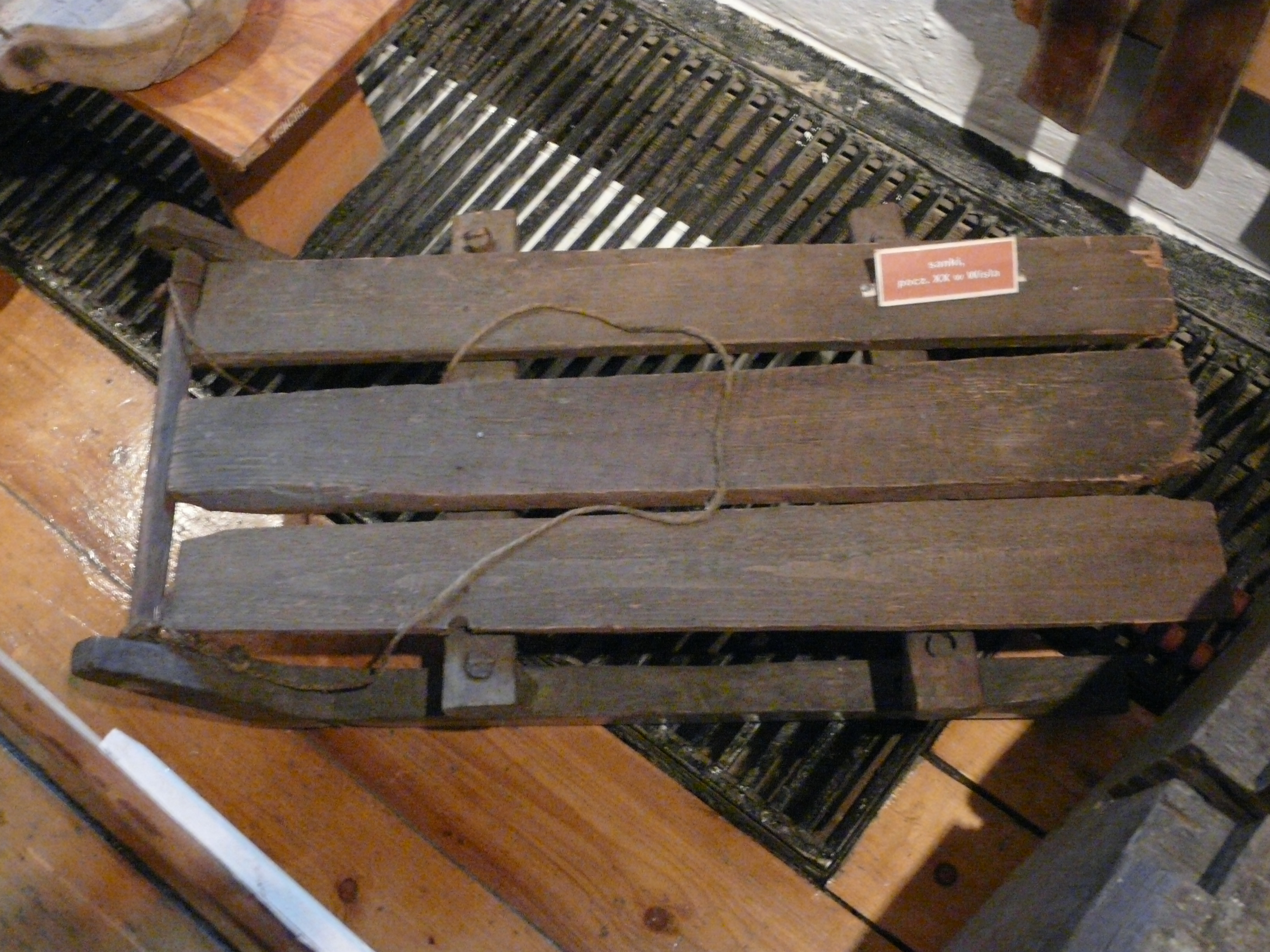
Ґринджоли

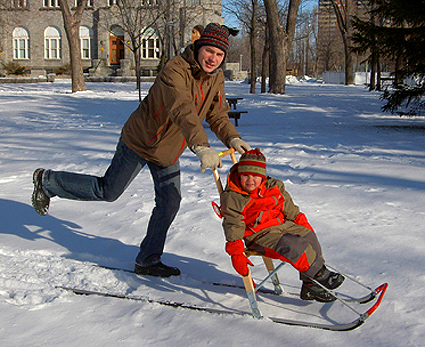
Фінські сани

Са́ни (прасл. *sani, двоїна від *sanь — «полоз») — поширений тип возів без коліс, які зазвичай мають полози. Сани возять коні, олені, мули, бики й собаки.

## Історія
Сани були найдавнішим возом, що розвинувся з первісної волокуші і вживався не тільки в країнах північних, а й у південних, наприклад, в Давньому Єгипті. Багато народів, які вже знали про колісний віз, за звичаєм користувалися саньми в похоронному обряді (Стародавній Єгипет, Давня Русь та ін.). У «Повісті временних літ» так описується похорон Ізяслава Ярославича: Вземше же тѣло его, привезоша в лодьи, и поставиша противу Городчю, и изидоша противу ему всь городъ Киевъ, и възложиша на санѣ, повезоша ̀и с пѣсньми попове и черноризци, и понесоша въ градъ.
Давньою є і традиція використовувати сани у гірничій справі. Георга Агріколи пише в праці De Re Metallica (1556 р.) про використання санного транспорту в гірництві часів пізнього Середньовіччя:
|  | У Каринтії в зимовий час руду вантажать в шкіряні мішки і укладають по два-три мішки на невеликі санчата, які спереду робляться вище, а ззаду нижче. На мішки сідає сміливий їздець і не без небезпеки для життя направляє санки з гори в долину за допомогою жердини, яку тримає в руках. Впираючись жердиною, він гальмує санчата, якщо вони рухаються з дуже великою швидкістю; або ж він повертає санчата на правильний шлях, якщо вони ухилилися. |

У допетровській Московщині внаслідок незадовільності доріг і вулиць, а також порівняну дешевизну саней вони були найпоширенішими навіть у літній час. У болотистих і лісистих місцях Архангельської, Вологодської, Олонецької та Костромської губерній сани вживалися влітку до початку XX століття.
На Русі їзда на санях вважалася почеснішою, ніж на колесах, від чого сани вживалися при всіх урочистих випадках, особливо вищими духовними особами, які віддавали їм перевагу і влітку до кінця XVII століття.
Старовинні сани мали вигляд човна з краями, загнутими спереду і ззаду, або довгого ящика, що звужується спереду, в якому можна було лежати. У них здебільшого запрягали одного коня, верхи на якому сидів погонич.
На Московщині у знатних бояр і особливо у великих князів і царів сани відрізнялися багатим оздобленням; царські сани часто коштували 200—300 рублів. Їздили в них звичайно по одній, рідко по дві людини, але при виїздах, наприклад, в сани московського царя Олексія Михайловича стоячи містилося два боярини на зап'ятках і два стольники біля царських ніг, на прилаштованих уступах, або «полицях». Сани з кузовом у вигляді карети називалися у великоросійських землях «візками» (рос. возки) аж до XIX—XX століття.
Жіночі сани, однакові за формою з чоловічими, були трохи ширші й оснащувалися по сторонах жердинами, на які навішувалося сукно; таким чином сани закривалися і зверху, і з боків.
Особливе значення в сенсі обрядовості надавали саням при одруженні і при похоронах. У першому випадку для нареченої пропонували нарядні сани, вкриті атласом, оксамитом, багатими килимами, причому відповідно прикрашалася і упряж. Наречена їхала до церкви зі свахами, тримали над нею соболів, а з церкви — з женихом.
Першу літописну звістку про використання саней при похованні в Київській державі знаходимо в описі похорону Володимира Святославича; тіло небіжчика не тільки везли до церкви на санях, а й ставили в ній теж на сани. Іноді сани служили носилками для труни вдови чи матері покійного.
За дослідженням професора Д. М. Анучина, сани використовувалися при похороні не тільки у всіх слов'янських народів, але й у фінів, і в Західній Європі, і навіть у Єгипті (де мумії вивозили на санях, у вертикальному положенні).

## Сьогодення
Сьогодні санки — зимовий транспортний засіб у ряді регіонів, де зима триває довго, а також улюблений засіб для розваг дітей у зимовий час. Крім того, сани — основа санного спорту.

## Будова
Сани складаються з двох (як правило) полозів (діал. корс), передні кінці яких вигнуті догори. Первісно полози робили з природно вигнутих дерев'яних елементів (викривлених стовбурів, кокор, гілок з відростками), надалі поширилися полози, вигнуті з прямих брусів у спеціальному верстаті з двох вбитих в землю паль («бгальні»). У верхній частині полозів закріплені копили́ — короткі стійки, на яких лежать опле́ні (діалектна назва — насади, розм. розвальні) — поперечні бруси, що з'єднують полози. Більш архаїчним є з'єднання копилів в'язами чи в'язка́ми — прутами із загнутими в каблучку кінцями. Може застосовуватися й інша конструкція: на копили кріпляться поздовжні бруси (на́моржні), з'єднані поперечинами (теж йменуються в'язками). Зверху на оплені чи в'язки встановлюється кузов саней (традиційні українські назви — ящик, короб, васа́г). Передні загнуті кінці полозів (голови) з'єднували з передніми копилами перемичками (стяголями), а стяголі сполучували поперечною дощечкою (поперечкою). Голови також могли з'єднувати поперечним брусом — попереднем, який укріпляв їх. У разі використовування волового запрягу до копилів кріпилося своїми розвилками війя, у разі голобельного — кінці голобель, у разі дишельного — дишель приєднували до середини попередня. Щоб вузькі сани не переверталися, їх споряджали боковими крилами — билами, для цієї мети слугувала і поперечна жердина на головах полозів — крісло. Для перевезення сіна чи дров використовувалися сани зі загостреними кілками (рожнами) — вони називалися «ріжна́тими санями».

## Види саней
- Санки, санчата — невеличкі сани, зокрема, вживані для катання з гір
- Фінські сани
- Ґринджоли — низькі сани простої конструкції
- Розвальні — низькі широкі сани з боками, що розширяються від передка
- Волокуша (волочня, підволоки)
- Рятувальні сани (ак'я) — сани-волокуша, застосовувані для евакуації постраждалих (зокрема, у гірській місцевості)
- Гла́бці[23][24], козирки́[25] — легкі виїзні сани зі спинкою та загнутим передком
- Крила́тки — легкі сани з дугою
- Пі́дсанки — невеликі сани, що прив'язуються до великих при перевезенні довгих предметів
- Ріжна́ті сани (рожнаті сани) — сани з вставленими вертикальними кілками (рожнами) для перевезення сіна, дров
- Лубки́ — сани з кузовом, обшитим рогожею («лубом»)
- Залу́бні — діалектна назва саней з кузовом
- Нарти — сани для собачих або оленячих запрягів
- Пулка — легкі сани для незначних вантажів
- Тобоган
- Боб — сани для бобслею
- Буєр — легкий човен або платформа на ковзанах
- Скелетон — спортивні сани для їзди донизу обличчям
- Ципфльбоб (нім. Zipflbob) — прилад для катання з гір у вигляді короткої пластикової дошки з вертикальним руків'ям

## Дитячі санки
- Дерев'яні санчата
- Плетені санчата
- Металеві санчата
- Складані санчата
- Санчата-візок — зимовий варіант дитячого прогулянкового візка; санки з ручкою, розташованою позаду.
- Пластикові санчата
- Надувні санчата
- Льодянка — прилад для катання з гір зі суцільним пластиковим корпусом
- Снігокат — санки з широкими полозами, споряджені кермом. Призначені для дітей від 5-ти років, а окремі моделі — і для дорослих.
- Снігомобіль — полегшений варіант снігоката; санки з пластиковим корпусом і кермом

## У культурі
- Сісти не в свої сани, сісти в чужі сани
- Не в свої сани вліз (варіант із записів Матвія Номиса)
- Привикне, кажуть, собака за возом бігти, то біжить і за саньми